# Rhabdornis rabori
Rhabdornis rabori là một loài chim trong họ Sturnidae.